# Comté de Liberty (Texas)
Pour les articles homonymes, voir Comté de Liberty.
Le comté de Liberty, en anglais : Liberty County, est un comté de l'État du Texas aux États-Unis. Fondé le 5 mai 1831, son siège de comté est la ville de Liberty. Selon le recensement des États-Unis de 2020, sa population est de 91 628 habitants.

## Organisation du comté
Liberty est créé en tant que municipalité du Mexique, le 5 mai 1831, à partir des terres de la ville de Nacogdoches. Le 17 mars 1836, Liberty devient un comté de la nouvelle république du Texas. Le 29 décembre 1845, le comté est intégré à l'État du Texas.

## Comtés adjacents
| Comté de San Jacinto | Comté de Polk     |                    |
| Comté de Montgomery  | comté de Liberty  | Comté de Hardin    |
| Comté de Harris      | Comté de Chambers | Comté de Jefferson |

## Démographie
Lors du recensement de 2010, le comté comptait une population de 75 641 habitants. Elle est estimée, en 2017, à 83 658 habitants.

Pyramide des âges du comté de Liberty (Texas) (2000).

## Transports
- U.S. Highway 59
- Interstate 69 (En construction)
- U.S. Highway 90
- State Highway 61
- State Highway 99 (Grand Parkway)
- State Highway 105
- State Highway 146